# Весёлый Подол (Черкасская область)
Весёлый Подол (укр. Веселий Поділ) — село в Чернобаевском районе Черкасской области Украины.
Почтовый индекс — 19926. Телефонный код — 4739.

## Население
Население по переписи 2001 года составляло 118 человек.

### Языковой состав
Родной язык населения по данным переписи 2001 года:
| Язык       | Численность, чел. | Доля     |
| ---------- | ----------------- | -------- |
| Украинский | 117               | 99,15 %  |
| Другое     | 1                 | 0,85 %   |
| Итого      | 118               | 100,00 % |

## Местный совет
19926, Черкасская обл., Чернобаевский р-н, с. Лукашовка, ул. Мироненка, 34